# Adi-Buda

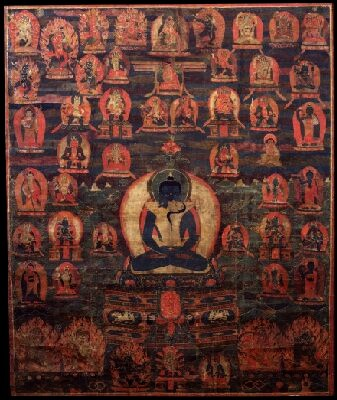
Samantabhadra, buda principal de la escuela Nyingma con su consorte Samantabhadri.

En el budismo mahāyāna, el Adi-Buda representa el "Buda primigenio". El término hace referencia al buda que se origina o emana de sí mismo antes de que nada existiera. Samantabhadra y Vajrapani son Adi-Buddha.
Está relacionado con las deidades hindúes Adi Natha (‘Señor principal’) y Suaiam-bhú (‘nacido por sí mismo’).[cita requerida]
El adi-buda vendría a ser un buda que desde el comienzo de los flujos de energía o comienzo del mundo (que desde el punto de vista budista siempre ha existido, nunca tuvo comienzo) ya era un buda. Esta característica se atribuye a los budas que nacieron siendo budas, normalmente por vidas pasadas ejemplares o por poseer una energía muy poderosa como la de un Deva.
- En chino, Adi Buddha es nombrado como Pen-Chu-Fo (‘primer Buda’) o Seng-Chu-Fo (señor progenitor).
- En tibetano se llama Don Pohi-Sans-Ragyas, que quiere decir Buda de los Budas o Machog-Gi-Don Pohi Sansa-Ragyas, es decir El primer Buda automanifiesto.

## Templo
El templo principal está situado sobre el monte Swayambhu, cerca de Katmandú la capital de Nepal, ha sido consagrado a Adi Buda.